# Volta Ciclista a Catalunya 1974
La Volta Ciclista a Catalunya 1974, cinquantaquattresima edizione della corsa, si svolse in sette tappe, la terza e l'ultima suddivise in 2 semitappe, precedute da un prologo, dal 4 all'11 settembre 1974, per un percorso totale di 1208,1 km, con partenza da Lleida e arrivo a Manresa. La vittoria fu appannaggio del francese Bernard Thévenet, che completò il percorso in 34h32'51", precedendo gli spagnoli Andrés Oliva e Domingo Perurena. 
I corridori che partirono da Lleida furono 63, mentre coloro che tagliarono il traguardo di Manresa furono 40.

## Tappe
| Tappa  | Data         | Percorso                               | km     | Vincitore di tappa   | Leader cl. generale |
| ------ | ------------ | -------------------------------------- | ------ | -------------------- | ------------------- |
| Pr.    | 4 settembre  | Circuito di Lleida (cron. individuale) | 1,2    | José Martins         | José Martins        |
| 1ª     | 5 settembre  | Lleida > La Sénia                      | 186,8  | Domingo Perurena     | Domingo Perurena    |
| 2ª     | 6 settembre  | La Sénia > Cunit                       | 206,1  | Miguel María Lasa    | Domingo Perurena    |
| 3ª-1   | 7 settembre  | Cunit > Montcada i Reixac              | 154,5  | Domingo Perurena     | Domingo Perurena    |
| 3ª-2   | 7 settembre  | Circuito del Montjuïc (Barcellona)     | 18,0   | José Martins         | Domingo Perurena    |
| 4ª     | 8 settembre  | Montcada i Reixac > Alt del Mas Nou    | 166,5  | Bernard Thévenet     | Domingo Perurena    |
| 5ª     | 9 settembre  | Castell-Platja d'Aro > Campdevànol     | 157,9  | Jaime Huélamo        | Domingo Perurena    |
| 6ª     | 10 settembre | Campdevànol > Andorra la Vella (AND)   | 131,2  | José Pesarrodona     | Andrés Oliva        |
| 7ª-1   | 11 settembre | Organyà > Cardona                      | 152,1  | Vicente López Carril | Andrés Oliva        |
| 7ª-2   | 11 settembre | Cardona > Manresa (cron. individuale)  | 33,8   | Bernard Thévenet     | Bernard Thévenet    |
| Totale | Totale       | Totale                                 | 1208,1 |                      |                     |

## Dettagli delle tappe

### Prologo
- 4 settembre: Circuito di Lleida – Cronometro individuale – 1,2 km[1]

Risultati
| Pos. | Corridore        | Squadra   | Tempo |
| ---- | ---------------- | --------- | ----- |
| 1    | José Martins     | Coelima   | 2'40" |
| 2    | Jesús Manzaneque | La Casera | a 2"  |
| 3    | Javier Elorriaga | KAS       | a 3"  |

| Pos. | Corridore        | Squadra   | Tempo |
| ---- | ---------------- | --------- | ----- |
| 1    | José Martins     | Coelima   | 2'40" |
| 2    | Jesús Manzaneque | La Casera | a 2"  |
| 3    | Javier Elorriaga | KAS       | a 3"  |

### 1ª tappa
- 5 settembre: Lleida > La Sénia – 186,8 km[2]

Risultati
| Pos. | Corridore        | Squadra    | Tempo    |
| ---- | ---------------- | ---------- | -------- |
| 1    | Domingo Perurena | KAS        | 5h20'19" |
| 2    | Andrés Oliva     | La Casera  | s.t.     |
| 3    | Ventura Díaz     | Monteverde | s.t.     |

| Pos. | Corridore        | Squadra    | Tempo    |
| ---- | ---------------- | ---------- | -------- |
| 1    | Domingo Perurena | KAS        | 5h23'03" |
| 2    | Andrés Oliva     | La Casera  | a 23"    |
| 3    | Ventura Díaz     | Monteverde | a 26"    |

### 2ª tappa
- 6 settembre: La Sénia > Cunit – 206,1 km[3]

Risultati
| Pos. | Corridore          | Squadra | Tempo    |
| ---- | ------------------ | ------- | -------- |
| 1    | Miguel María Lasa  | KAS     | 5h43'31" |
| 2    | J.-L. Danguillaume | Peugeot | s.t.     |
| 3    | Javier Elorriaga   | KAS     | s.t.     |

| Pos. | Corridore        | Squadra    | Tempo     |
| ---- | ---------------- | ---------- | --------- |
| 1    | Domingo Perurena | KAS        | 11h06'34" |
| 2    | Andrés Oliva     | La Casera  | a 23"     |
| 3    | Ventura Díaz     | Monteverde | a 26"     |

### 3ª tappa, 1ª semitappa
- 7 settembre: Cunit > Montcada i Reixac – 154,5 km[4]

Risultati
| Pos. | Corridore        | Squadra   | Tempo    |
| ---- | ---------------- | --------- | -------- |
| 1    | Domingo Perurena | KAS       | 4h32'35" |
| 2    | Andrés Oliva     | La Casera | s.t.     |
| 3    | Alfredo Chinetti | Magniflex | s.t.     |

### 3ª tappa, 2ª semitappa
- 7 settembre: Circuito del Montjuïc (Barcellona) – 18,0 km[5]

Risultati
| Pos. | Corridore        | Squadra | Tempo  |
| ---- | ---------------- | ------- | ------ |
| 1    | José Martins     | Coelima | 28'58" |
| 2    | Domingo Perurena | KAS     | a 28"  |
| 3    | Bernard Thévenet | Peugeot | s.t.   |

| Pos. | Corridore        | Squadra    | Tempo     |
| ---- | ---------------- | ---------- | --------- |
| 1    | Domingo Perurena | KAS        | 16h08'33" |
| 2    | Andrés Oliva     | La Casera  | a 23"     |
| 3    | Ventura Díaz     | Monteverde | a 26"     |

### 4ª tappa
- 8 settembre: Montcada i Reixac > Alt del Mas Nou  – 166,5 km[6]

Risultati
| Pos. | Corridore        | Squadra   | Tempo    |
| ---- | ---------------- | --------- | -------- |
| 1    | Bernard Thévenet | Peugeot   | 5h03'45" |
| 2    | José Martins     | Coelima   | a 16"    |
| 3    | Andrés Oliva     | La Casera | a 35"    |

| Pos. | Corridore        | Squadra    | Tempo     |
| ---- | ---------------- | ---------- | --------- |
| 1    | Domingo Perurena | KAS        | 21h13'12" |
| 2    | Andrés Oliva     | La Casera  | a 4"      |
| 3    | Ventura Díaz     | Monteverde | a 39"     |

### 5ª tappa
- 9 settembre: Castell-Platja d'Aro > Campdevànol  – 157,9 km[7]

Risultati
| Pos. | Corridore     | Squadra | Tempo    |
| ---- | ------------- | ------- | -------- |
| 1    | Jaime Huélamo | KAS     | 4h19'10" |
| 2    | José Catieu   | Bic     | a 1'31"  |
| 3    | Johannes Ruch | Rokado  | a 8'57"  |

| Pos. | Corridore        | Squadra    | Tempo     |
| ---- | ---------------- | ---------- | --------- |
| 1    | Domingo Perurena | KAS        | 25h41'41" |
| 2    | Andrés Oliva     | La Casera  | a 4"      |
| 3    | Ventura Díaz     | Monteverde | a 17"     |

### 6ª tappa
- 10 settembre: Campdevànol > Andorra la Vella (AND) – 131,2 km[8]

Risultati
| Pos. | Corridore        | Squadra   | Tempo    |
| ---- | ---------------- | --------- | -------- |
| 1    | José Pesarrodona | KAS       | 4h54'58" |
| 2    | José Martins     | Coelima   | s.t.     |
| 3    | Andrés Oliva     | La Casera | s.t.     |

| Pos. | Corridore        | Squadra   | Tempo     |
| ---- | ---------------- | --------- | --------- |
| 1    | Andrés Oliva     | La Casera | 29h25'44" |
| 2    | José Martins     | Coelima   | a 4"      |
| 3    | Domingo Perurena | KAS       | a 17"     |

### 7ª tappa, 1ª semitappa
- 11 settembre: Organyà > Cardona – 152,1 km[9]

Risultati
| Pos. | Corridore            | Squadra   | Tempo    |
| ---- | -------------------- | --------- | -------- |
| 1    | Vicente López Carril | KAS       | 4h15'23" |
| 2    | Mauro Vannucchi      | Magniflex | a 1'04"  |
| 3    | Domingo Perurena     | KAS       | a 1'34"  |

### 7ª tappa, 2ª semitappa
- 11 settembre: Cardona > Manresa – Cronometro individuale – 33,8 km[10]

Risultati
| Pos. | Corridore        | Squadra   | Tempo    |
| ---- | ---------------- | --------- | -------- |
| 1    | Bernard Thévenet | Peugeot   | 4h15'23" |
| 2    | Jesús Manzaneque | La Casera | a 44"    |
| 3    | Gösta Pettersson | Magniflex | a 1'00"  |

| Pos. | Corridore        | Squadra   | Tempo     |
| ---- | ---------------- | --------- | --------- |
| 1    | Bernard Thévenet | Peugeot   | 34h32'51" |
| 2    | Andrés Oliva     | La Casera | a 1'00"   |
| 3    | Domingo Perurena | KAS       | a 1'12"   |

## Classifiche finali

### Classifica generale
| Pos. | Corridore        | Squadra        | Tempo     |
| ---- | ---------------- | -------------- | --------- |
| 1    | Bernard Thévenet | Peugeot        | 34h32'51" |
| 2    | Andrés Oliva     | La Casera      | a 1'00"   |
| 3    | Domingo Perurena | KAS-Campagnolo | a 1'12"   |
| 4    | Gösta Pettersson | Magniflex      | a 2'14"   |
| 5    | José Martins     | Coelima        | a 2'37"   |
| 6    | Ventura Díaz     | Monteverde     | a 3'02"   |
| 7    | Hennie Kuiper    | Rokado         | a 3'56"   |
| 8    | José Pesarrodona | KAS-Campagnolo | a 4'13"   |
| 9    | Mauro Vannucchi  | Magniflex      | a 4'33"   |
| 10   | Luis Ocaña       | Bic            | a 6'46"   |

### Classifica a punti
| Pos. | Corridore        | Squadra        | Punti |
| ---- | ---------------- | -------------- | ----- |
| 1    | Domingo Perurena | KAS-Campagnolo | 55    |
| 2    | Andrés Oliva     | La Casera      | 47    |
| 3    | Bernard Thévenet | Peugeot        | 44    |

### Classifica scalatori
| Pos. | Corridore        | Squadra        | Punti |
| ---- | ---------------- | -------------- | ----- |
| 1    | Andrés Oliva     | La Casera      | 38    |
| 2    | José Martins     | Coelima        | 33    |
| 3    | José Pesarrodona | KAS-Campagnolo | 25    |

### Classifica sprint
| Pos. | Corridore        | Squadra        | Punti |
| ---- | ---------------- | -------------- | ----- |
| 1    | José Pesarrodona | KAS-Campagnolo | 15    |
| 2    | Luis Ocaña       | Bic            | 13    |
| 3    | Juan Zurano      | La Casera      | 13    |

### Classifica squadre
| Pos. | Squadra                   | Tempo      |
| ---- | ------------------------- | ---------- |
| 1    | KAS-Campagnolo            | 137h08'52" |
| 2    | Bic                       | a 18'41"   |
| 3    | La Casera-Peña Bahamontes | a 18'58"   |